# باو (الهه)
باو و نیز Baba (cuneiform: 𒀭𒁀𒌑 dBa-U2) الهه‌ای بین‌النهرینی بود.

## نام
معنای نام باو نامشخص است.

## شخصیت و شمایل‌نگاری
منابع اولیه باو را در جایگاه یک خدای «حیات بخش» و «مادرانه» معرفی می کنند.

## ارتباط با سایر خدایان
همانگونه که در کتیبه گودئا تایید شده است، آن پدر باو بود. گاهی او را دختر اول او توصیف کرده‌اند.
همسر باو نینگیرسو بود.
در کیش جایی که باو در دوره بابلی باستان دیده می‌شود، او در جایگاه همسر زابابا (خدای جنگ محلی) است.